# Kościół ewangelicko-augsburski św. Mikołaja w Mińsku
Kościół św. Mikołaja w Mińsku – jeden z dwóch kościołów luterańskich położony w Mińsku przy ul. Małej Luterańskiej, obecnie mieści teatr dziecięcy.

## Historia
Świątynia została wzniesiona przy ówczesnej ul. Małej Luterańskiej (obecnie skrzyżowanie Liebknechta i Korża) – wokół niej rozciągał się cmentarz ewangelicko-augsburski, zniszczony w latach 70. XX wieku.